# Karoline Schott

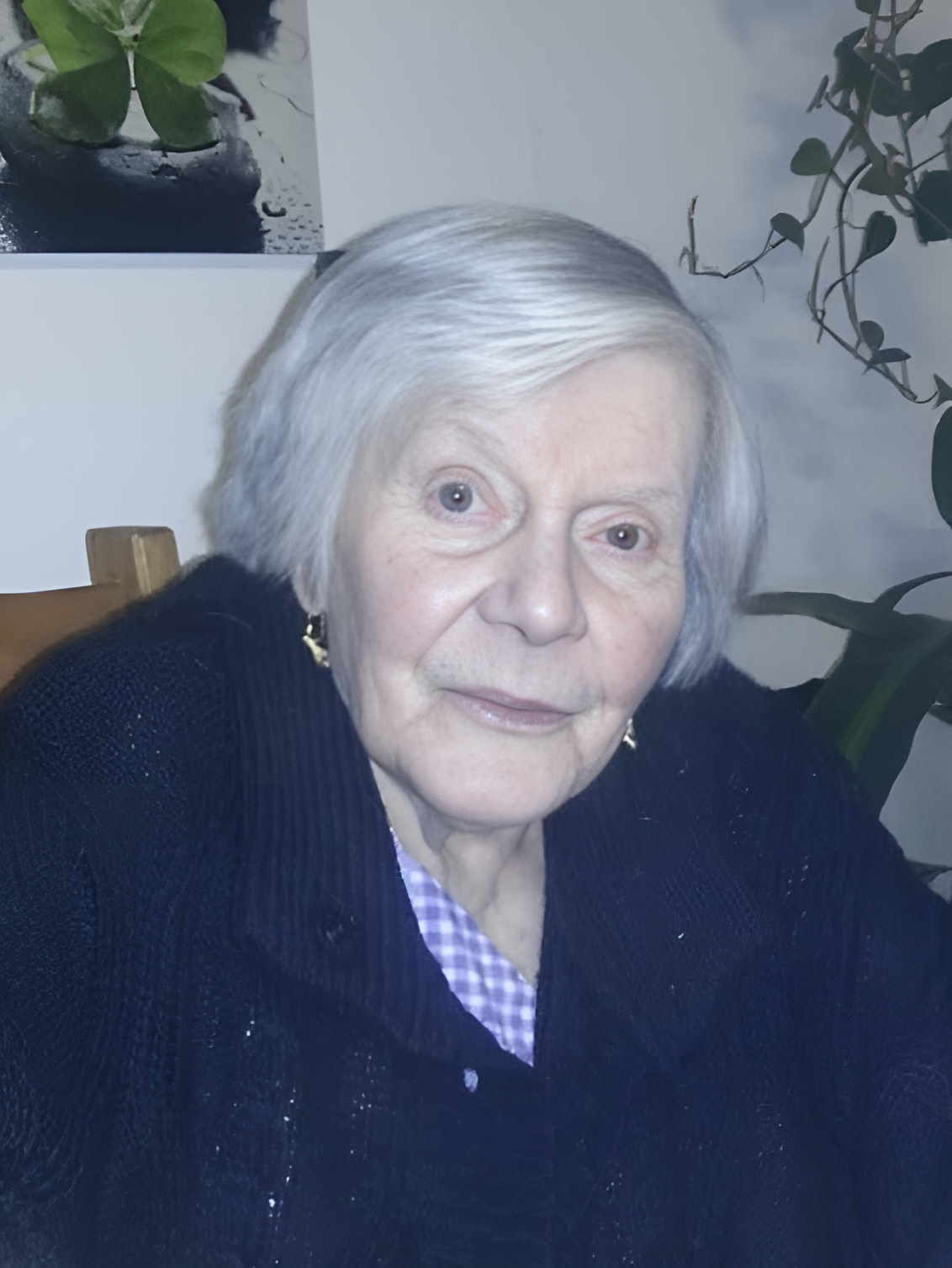
Karoline Schott (2013)

Karoline Schott (* 8. November 1922 in Gau-Köngernheim als Karoline Steinbach; † 19. Mai 2017 in Worms) war eine deutsche Überlebende des Porajmos, die sich als Zeitzeugin engagierte.

## Leben
Karoline Schotts Vater, der Pferdehändler und Musiker Jakob Steinbach (1895–1949), stammte von Sinti ab und heiratete 1920 Susanna Günther, welche aus dem pfälzischen Monsheim stammte. Karoline Schott hatte insgesamt acht Geschwister und heiratete Heinz Mebach. Im Sommer 1940 wurde die gesamte Familie von Worms nach Frankfurt in das Zwangslager Dieselstraße deportiert. Im Jahr 1943 wurde Karoline Schott in das Konzentrationslager Auschwitz-Birkenau verlegt, wo ihr Ehemann sowie die zwei gemeinsamen Kinder durch die SS im Zigeunerlager Auschwitz ermordet wurden. Etwa ein Jahr war Karoline Schott im KZ Auschwitz-Birkenau inhaftiert, wo ihr unter anderem Fleckfieber-Bazillen injiziert wurden, bis sie 1944 in das KZ Ravensbrück transportiert wurde, danach erfolgte die Deportation nach Buchenwald. Zuletzt leistete sie Zwangsarbeit in der HASAG im Außenlager Altenburg, wo sie befreit wurde.
Karoline Schott kehrte nach ihrer Befreiung nach Worms zurück, wo sie mit ihrem zweiten Ehemann Ludwig Söhner zwei Kinder bekam. Mit ihrem dritten Ehemann Friedrich Schott bekam sie sechs weitere Kinder. Ab den 1980er Jahren war sie eine wichtige Zeitzeugin, sie reiste mehrmals nach Auschwitz zurück und berichtete in der Region von ihren Erlebnissen.
Im Mai 2017 starb Karoline Schott im Alter von 94 Jahren als eine der letzten Überlebenden des Porajmos in ihrer Heimatstadt Worms.